# Luiz Pinguelli Rosa
Luiz Pingueli Rosa (Río de Janeiro, 19 de febrero de 1942-Río de Janeiro, 3 de marzo de 2022) fue un físico nuclear, científico e investigador brasileño. Fue profesor de la Universidad Federal de Río de Janeiro (UFRJ) y expresidente de Eletrobrás. El 9 de abril de 2013 recibió el título de profesor emérito de la UFRJ.

## Carrera científica
Fue alumno del Colegio Pedro II, asistió a la Academia Militar das Agulhas Negras (AMAN), egresando como oficial del ejército, y luego ingresó al Instituto Militar de Ingeniería (IME), en Río de Janeiro. Luego de graduarse en ingeniería, renunció al Ejército para continuar sus estudios como civil. Obtuvo una maestría en Ingeniería Nuclear en la UFRJ y un doctorado en Física en la PUC-Rio. Fue miembro de la Academia Brasileña de Ciencias y miembro del Pugwash Council, una asociación fundada por Bertrand Russell y Albert Einstein. Desde 1998 fue miembro del Panel Intergubernamental sobre Cambio Climático y también presidente de la Asociación Latinoamericana de Planificación Energética y Eletrobras.
Es autor de seis libros, entre ellos "Tecnociencias y Humanidades: Nuevos Paradigmas, Viejas Preguntas", cuyos dos volúmenes compitieron por el Premio Jabuti. Recibió varios premios a lo largo de su carrera, entre ellos el Forum Award de la American Physical Association, en 1992, la mención con el grado de Chevalier de l'Ordre des Palmes Académiques, otorgado por el Ministerio de Educación francés, en 1998 y el Golden Dolphin Premio, categoría Ciencia, en 2000. Desde 2004, fue secretario ejecutivo del Foro Brasileño de Cambios Climáticos, representando a la entidad en el Consejo de Administración del Panel Brasileño de Cambios Climáticos, pero abandonó el foro en 2016 por no estar de acuerdo con la destitución de Dilma Rousseff.
Desarrolló su actividad investigadora en los campos de la energía renovable y la energía nuclear.
Falleció en el Hospital São Lucas, en Copacabana, Río de Janeiro.